# Buckingham Engineering
Die Buckingham Engineering Company Ltd. war ein britischer Hersteller von Cyclecars in Coventry (Warwickshire). Sie stellte zwischen 1912 und 1913 den Chota her. Ab September 1913 hießen die Cyclecars Buckingham und wurden noch bis 1923 gefertigt.

## Geschichte
Die ersten Wagen waren ein Cyclecar mit 729 cm³ Hubraum und ein Leichtfahrzeug mit V2-Motor, der einen Hubraum von 1459 cm³ besaß. Die wassergekühlten Motoren waren Buckingham-eigene Konstruktionen und die Wagen wurden – wie oben erwähnt – anfangs als Chota verkauft.
Die Fertigung der Fahrzeuge wurde während des Ersten Weltkrieges eingestellt und der Eigner, Captain Buckingham, machte sich im Krieg einen Namen als Erfinder der Leuchtspurmunition, die gegen Luftschiffe eingesetzt wurde.
1920 kehrte er zur Automobilproduktion zurück und brachte ein neues Modell mit einer luftgekühlten Version des vor dem Krieg eingesetzten V-Motors heraus, das aber einen Hubraum von 1096 cm³, ein Zweiganggetriebe und Riemenantrieb zur Hinterachse besaß. Ab 1922 gab es ein Dreiganggetriebe, eine Kardanwelle und eine Hinterachse mit Differential. Die Vorderachse war mit einer Querblattfeder versehen und die Hinterachse hing an viertelelliptischen Längsblattfedern. Die zweisitzigen Aufbauten wurden vom Stellmacherbetrieb Charlesworth zugeliefert.
Die Coupé-Version dieses Fahrzeuges hieß Palace.
Von 1922 bis 1923 wurden die Fahrzeuge bei Alvis gefertigt, aber es sollen in dieser Zeit nur etwa 30 Stück entstanden sein.

## Modelle
| Modell | Bauzeitraum | Zylinder | Hubraum  | Radstand | Gewicht |
| ------ | ----------- | -------- | -------- | -------- | ------- |
| 6/8 hp | 1913–1914   | 1        | 729 cm³  | 2083 mm  | 318 kg  |
| 8 hp   | 1913–1914   | 1        | 729 cm³  | 2083 mm  | 318 kg  |
| 12 hp  | 1913–1914   | 2 V      | 1096 cm³ | 2184 mm  | 343 kg  |
| 16 hp  | 1913–1914   | 2 V      | 1459 cm³ | 2184 mm  | 343 kg  |
| 10 hp  | 1920–1923   | 2 V      | 1096 cm³ | 2438 mm  | 356 kg  |

Quelle:

## Quelle
- David Burgess Wise: The New Illustrated Encyclopedia of Automobiles. Revised and updated edition. Chartwell Books, Edison NJ 2000, ISBN 0-7858-1106-0.